# エステバン・アンドラダ
エステバン・マクシミリアーノ・アンドラダ（Esteban Maximiliano Andrada, 1991年1月26日 - ）は、アルゼンチン・メンドーサ州出身のサッカー選手。CFモンテレイ所属。ポジションはGK。

## 経歴
アルゼンチンのサン・マルティン・デ・メンドーサのユースチームでキャリアをスタートさせ、2009年にCAラヌースに移籍した。2010年にトップチーム昇格した。2018年、ボカ・ジュニアーズに移籍した。

## 代表歴
アルゼンチン代表として2011 南米ユース選手権に出場した。
2019年3月26日、モロッコとの親善試合で代表デビュー。

## 所属クラブ
- CAラヌース 2010-2018

→  アルセナルFC 2014-2015（期限付き移籍）
- ボカ・ジュニアーズ 2018-